# Mörtgöl (Hjorteds socken, Småland, 639620-152853)
Mörtgöl är en sjö i Västerviks kommun i Småland och ingår i Botorpsströmmens huvudavrinningsområde.